# Banyumasan

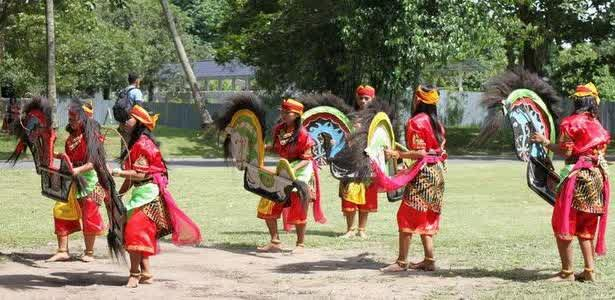
Danza Ebeg

Banyumasan è una tribù dell'Indonesia. La regione di Banyumasan si trova nella parte occidentale della provincia di Giava centrale. La popolazione della tribù Banyumasan in Indonesia raggiunge i 15 milioni di persone, con una concentrazione nella provincia di Giava centrale e in diverse altre province dell'Indonesia. La popolazione Banyumasan usa la lingua Banyumasan come lingua corrente.